# Bubblin'
Bubblin' è un singolo della boy band britannica Blue, pubblicato il 28 giugno 2004 ed estratto dall'album Guilty.
Il brano è stato scritto da Lars Halvor Jensen, Johannes Joergensen, Antony Costa e Ali Tennant.

## Versione francese
In lingua francese ne esiste una versione dal titolo You & Me Bubblin', pubblicata in Francia, che vede la partecipazione del gruppo francese Linkup.

## Tracce
- CD 1

1. Bubblin' (Single Version) - 3:42
2. Bubblin' (Urban North Master Mix) - 5:39

- CD 2

1. Bubblin' (Single Version) - 3:42
2. Move On - 3:33
3. Bubblin' (Love 4 Music Remix) - 4:09
4. Bubblin' (Obi & Josh Remix) - 3:30

## Classifiche
| Classifica (2004) | Posizione massima |
| ----------------- | ----------------- |
| Austria           | 27                |
| Belgio (Fiandre)  | 34                |
| Belgio (Vallonia) | 10                |
| Germania          | 11                |
| Irlanda           | 21                |
| Italia            | 3                 |
| Paesi Bassi       | 36                |
| Regno Unito       | 9                 |
| Repubblica Ceca   | 24                |
| Romania           | 24                |
| Svizzera          | 8                 |
| Ungheria          | 4                 |

### Versione francese
| Classifica (2004) | Posizione massima |
| ----------------- | ----------------- |
| Francia           | 13                |